# Keith Mitchell
Keith Claudius Mitchell (Saint George, 12 de novembro de 1946) é um político granadino que serviu como primeiro-ministro de Granada entre 1995 a 2008 e de 2013 a 2022. Ele é o primeiro-ministro mais antigo que Granada já teve, ocupando o cargo por mais de 22 anos. Atualmente, ele é líder do Novo Partido Nacional (PNN).

## Biografia
Keith Claudius Mitchell nasceu na comunidade de Brizan, Saint George's. Mitchell se formou na Universidade das Índias Ocidentais como bacharel em matemática e química, em 1971. Ele obteve um mestrado na Howard University, em 1975, e um doutorado em matemática e estatística na American University, em 1979. Ele então trabalhou como estatístico na Applied Management Sciences, fornecendo suporte estatístico à U.S. Energy Information Administration. Mitchell desistiu de suas atividades profissionais, para voltar para casa, em Granada, após a invasão dos EUA em 1984.
Mitchell foi jogador de críquete, de spinning, no qual também foi o capitão da equipe de Granada, em 1973. Desde então, ele foi um notável administrador de críquete nas Índias Ocidentais, em paralelo a sua carreira política. 